# Gülyataq
Gülyataq o Vardadzor (in armeno Վարդաձոր?, in azero Gülyataq) è una piccola comunità rurale del distretto di Tərtər, in Azerbaigian, fino al 2024 appartenente alla regione di Martakert nella repubblica di Artsakh (fino al 2017 denominata repubblica del Nagorno Karabakh).
Il villaggio nel 2005 contava poco meno di duecento abitanti e si trova in zona boscosa e collinare lungo la statale che da Step'anakert conduce al capoluogo regionale Martakert.